# Viola mauritii
Viola mauritii är en violväxtart som beskrevs av Tepl.. Viola mauritii ingår i släktet violer, och familjen violväxter. Inga underarter finns listade i Catalogue of Life.